# 漢堡市立公園

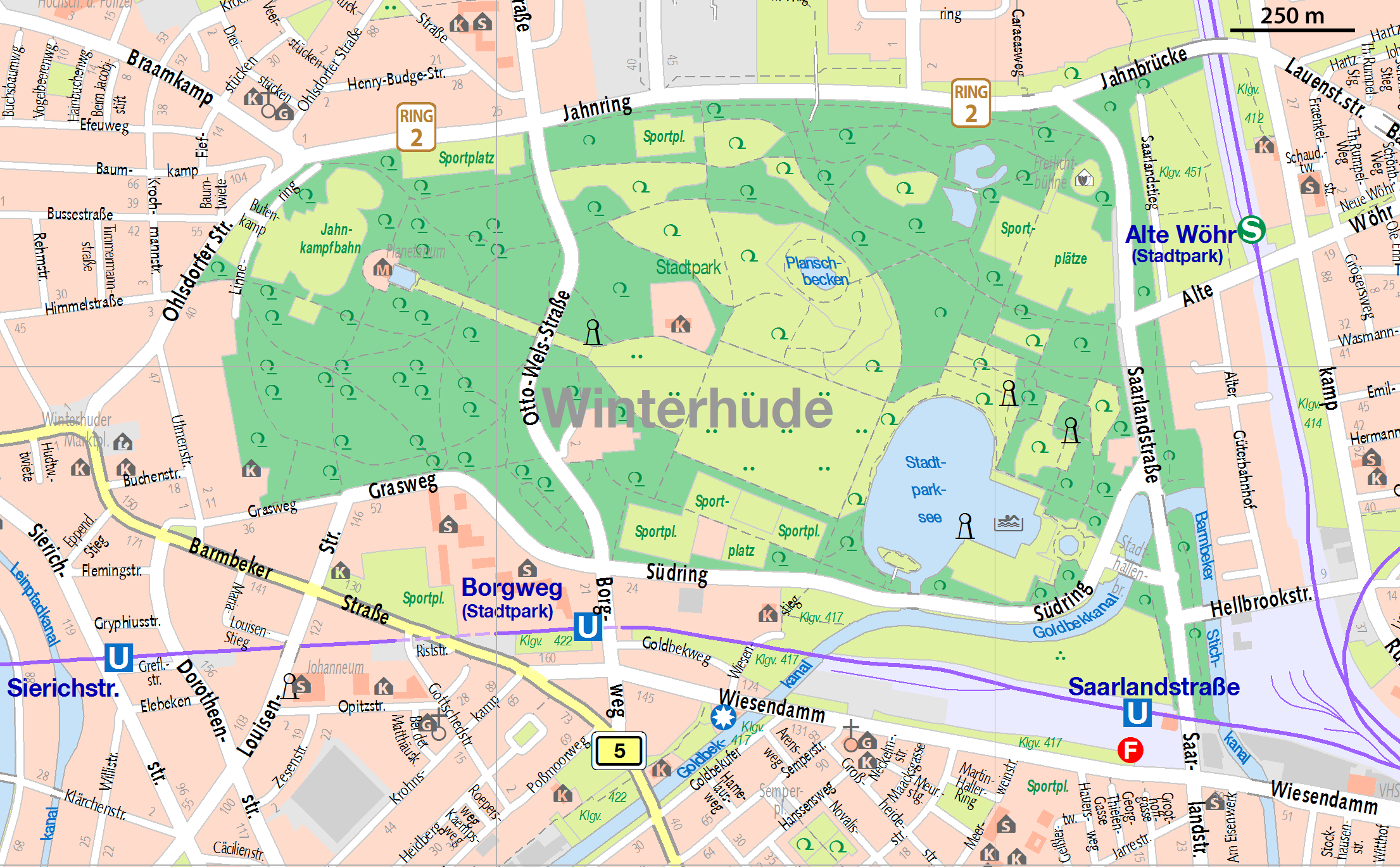
漢堡城市公園地圖

漢堡市立公園（德語：Hamburg Stadtpark）是位於德國城市漢堡的一座大型城市公園。漢堡城市公園是漢堡的第二大公園，有「漢堡綠色心臟」之稱。漢堡城市公園創建於1914年，是德國景觀設計的代表作之一。